# بروش خواران
بروش‌ خواران هي قرية في مقاطعة سلماس، إيران. يقدر عدد سكانها بـ 797 نسمة بحسب إحصاء 2016.